# Indigofera goetzei
Indigofera goetzei är en ärtväxtart som beskrevs av Hermann August Theodor Harms. Indigofera goetzei ingår i släktet indigosläktet, och familjen ärtväxter. Inga underarter finns listade i Catalogue of Life.